# Élections départementales de 2021 dans le Lot
Les élections départementales dans le Lot ont lieu les 20 et 27 juin 2021.

## Contexte départemental

### Assemblée départementale sortante
Avant les élections, le conseil départemental du Lot est présidé par Serge Rigal (DVG).
Il comprend 34 conseillers départementaux issus des 17 cantons du Lot.
| Président du conseil départemental |       |       |      |                                   |
| Serge Rigal (DVG)                  |       |       |      |                                   |
| Parti                              | Sigle | Sigle | Élus | Groupes                           |
| Majorité (21 sièges)               |       |       |      |                                   |
| Parti socialiste                   |       | PS    | 14   | Gauche démocratique et socialiste |
| Divers gauche                      |       | DVG   | 5    | Gauche démocratique et socialiste |
| La République en marche            |       | LREM  | 2    | Gauche démocratique et socialiste |
| Minorité (8 sièges)                |       |       |      |                                   |
| Divers droite                      |       | DVD   | 4    | Radical et indépendants           |
| Mouvement radical                  |       | MR    | 2    | Radical et indépendants           |
| Parti radical de gauche            |       | PRG   | 1    | Radical et indépendants           |
| La République en marche            |       | LREM  | 1    | Radical et indépendants           |
| Opposition (5 sièges)              |       |       |      |                                   |
| La République en marche            |       | LREM  | 5    | La République en marche           |

## Système électoral
Les élections ont lieu au scrutin majoritaire binominal à deux tours. Le système est paritaire : les candidatures sont présentées sous la forme d'un binôme composé d'une femme et d'un homme avec leurs suppléants (une femme et un homme également).
Pour être élu au premier tour, un binôme doit obtenir la majorité absolue des suffrages exprimés et un nombre de suffrages au moins égal à 25 % des électeurs inscrits. Si aucun binôme n'est élu au premier tour, seuls peuvent se présenter au second tour les binômes qui ont obtenu un nombre de suffrages au moins égal à 12,5 % des électeurs inscrits, sans possibilité pour les binômes de fusionner. Est élu au second tour le binôme qui obtient le plus grand nombre de voix.

## Résultats à l'échelle du département

### Résultats par nuances
| Binômes                  | Binômes                             | Binômes                  | Premier tour | Premier tour | Premier tour | Second tour | Second tour   | Second tour | Total | +/-           |  |
| Binômes                  | Binômes                             | Binômes                  | Voix         | %            | Sièges       | Voix        | %             | Sièges      | Total | +/-           |  |
| ------------------------ | ----------------------------------- | ------------------------ | ------------ | ------------ | ------------ | ----------- | ------------- | ----------- | ----- | ------------- |  |
|                          | Union à gauche                      | UG                       | 8 929        | 16,66        | 2            | 5 974       | 16,03         | 6           | 8     | 2             |  |
|                          | Divers gauche                       | DVG                      | 8 863        | 16,54        | 4            | 4 581       | 12,29         | 4           | 8     | en stagnation |  |
|                          | Parti socialiste                    | SOC                      | 8 801        | 16,42        | 4            | 6 356       | 17,05         | 6           | 10    | en stagnation |  |
|                          | Union au centre et à gauche         | UCG                      | 5 734        | 10,70        | 2            | 3 728       | 10,00         | 2           | 4     | Nv.           |  |
|                          | Union à droite                      | UD                       | 2 727        | 5,09         | 0            | 2 843       | 7,62          | 0           | 0     | Nv.           |  |
|                          | Union à gauche avec des écologistes | UGE                      | 2 589        | 4,83         | 0            | 2 691       | 7,22          | 2           | 2     | Nv.           |  |
|                          | Union au centre                     | UC                       | 2 258        | 4,21         | 0            | 2 840       | 7,62          | 0           | 0     | Nv.           |  |
|                          | La République en marche             | REM                      | 2 100        | 3,92         | 0            | 1 942       | 7,62          | 0           | 0     | Nv.           |  |
|                          | Divers                              | DIV                      | 1 455        | 2,72         | 0            | 1 728       | 4,64          | 2           | 2     | 2             |  |
|                          | La France insoumise                 | FI                       | 1 434        | 2,68         | 0            | 529         | 1,42          | 0           | 0     | en stagnation |  |
|                          | Écologiste                          | ECO                      | 937          | 1,75         | 0            | 1 301       | 3,49          | 0           | 0     | Nv.           |  |
|                          | Divers droite                       | DVD                      | 495          | 0,92         | 0            | 861         | 2,31          | 0           | 0     | 4             |  |
|                          | Parti communiste français           | COM                      | 2 892        | 5,40         | 0            |             |               |             | 0     | Nv.           |  |
|                          | Rassemblement national              | RN                       | 2 802        | 5,23         | 0            | 0           | en stagnation |             |       |               |  |
|                          |                                     |                          |              |              |              |             |               |             |       |               |  |
| Suffrages exprimés       | Suffrages exprimés                  | Suffrages exprimés       | 53 586       | 89,37        |              | 37 278      | 90,26         |             |       |               |  |
| Votes blancs             | Votes blancs                        | Votes blancs             | 3 836        | 6,40         | 2 309        | 5,59        |               |             |       |               |  |
| Votes nuls               | Votes nuls                          | Votes nuls               | 2 538        | 4,23         | 1 712        | 4,15        |               |             |       |               |  |
| Total                    | Total                               | Total                    | 59 960       | 100          | 8            | 41 299      | 100           | 22          | 30    | en stagnation |  |
| Abstentions              | Abstentions                         | Abstentions              | 76 780       | 56,15        |              | 48 645      | 54,08         |             |       |               |  |
| Inscrits / participation | Inscrits / participation            | Inscrits / participation | 136 740      | 43,85        | 89 944       | 45,92       |               |             |       |               |  |

### Élus par canton
Le Lot conserve une large majorité de gauche. 
La droite, qui n’était présente en tant que telle que dans 5 cantons — ceux de Figeac, deux à Cahors et le canton du président du département — ne se maintient qu’à Cahors-1 et laisse Martel à la gauche, sans y avoir présenté de candidats.
Les marcheurs sortants, transfuges de la gauche, sont défaits à Souillac, Gourdon et Puy-l’Évêque. La députée Huguette Tiegna est elle-même largement battue à Gramat. Cependant, le canton de Causse et Vallées est emporté par un binôme marcheur, composé notamment de la conseillère sortante, face à un binôme de gauche auquel participait le conseiller sortant. 
| Canton                | Conseiller Sortant         | Parti | Parti | Conseiller élu           | Parti | Parti |
| --------------------- | -------------------------- | ----- | ----- | ------------------------ | ----- | ----- |
| Cahors-1              | Martine Hilt               |       | DVD   | Martine Hilt             |       | DVD   |
| Cahors-1              | Denis Marre                |       | DVD   | Denis Marre              |       | DVD   |
| Cahors-2              | Geneviève Lagarde          |       | PS    | Véronique Arnaudet       |       | DVG   |
| Cahors-2              | Didier Labro               |       | PS    | Francesco Testa          |       | EÉLV  |
| Cahors-3              | Vincent Bouillaguet        |       | PS    | Vincent Bouillaguet      |       | PS    |
| Cahors-3              | Nelly Ginestet             |       | PS    | Nelly Ginestet           |       | PS    |
| Causse et Bouriane    | Danielle Deviers           |       | DVG   | Amélie Vacossin          |       | DVG   |
| Causse et Bouriane    | Serge Rigal                |       | DVG   | Serge Rigal              |       | DVG   |
| Causse et Vallées     | Françoise Lapergue         |       | LREM  | Françoise Lapergue       |       | LREM  |
| Causse et Vallées     | André Marty                |       | PS    | Frédéric Decremps        |       | LREM  |
| Cère et Ségala        | Claire Delande             |       | PS    | Claire Delande           |       | PS    |
| Cère et Ségala        | Christophe Proença         |       | PS    | Christophe Proença       |       | PS    |
| Figeac-1              | Marie-France Colomb        |       | PS    | Marie-France Colomb      |       | PS    |
| Figeac-1              | André Mellinger            |       | PS    | André Mellinger          |       | PS    |
| Figeac-2              | Guillaume Baldy            |       | PRG   | Guillaume Baldy          |       | PRG   |
| Figeac-2              | Nicole Paulo               |       | LREM  | Anne Laporterie          |       | PS    |
| Gourdon               | Nathalie Denis             |       | LREM  | Edith Lagarde            |       | DVG   |
| Gourdon               | Robert Lacombe             |       | MR    | Fréderic Gineste         |       | PS    |
| Gramat                | Caroline Mey-Fau           |       | PS    | Caroline Mey-Fau         |       | PS    |
| Gramat                | Maxime Verdier             |       | LREM  | Freddy Terlizzi          |       | PS    |
| Lacapelle-Marival     | Pascal Lewicki             |       | DVG   | Pascal Lewicki           |       | DVG   |
| Lacapelle-Marival     | Catherine Prunet           |       | DVG   | Catherine Prunet         |       | DVG   |
| Luzech                | Marc Gastal                |       | DVG   | Marc Gastal              |       | DVG   |
| Luzech                | Maryse Maury               |       | MR    | Maryse Maury             |       | MR    |
| Marches du Sud-Quercy | Catherine Marlas           |       | PS    | Catherine Marlas         |       | PS    |
| Marches du Sud-Quercy | Jacques Pouget             |       | PS    | Dominique Marin          |       | DVG   |
| Martel                | Christian Delrieu          |       | DVD   | Raphaël Daubet           |       | MR    |
| Martel                | Michèle Fournier-Bourgeade |       | DVD   | Gaéligue Jos             |       | PS    |
| Puy-l'Évêque          | Serge Bladinières          |       | LREM  | Rémi Branco              |       | DVG   |
| Puy-l'Évêque          | Véronique Chassain         |       | PS    | Véronique Chassain       |       | PS    |
| Saint-Céré            | Dominique Bizat            |       | PS    | Dominique Bizat          |       | PS    |
| Saint-Céré            | Olivier Desbordes          |       | LREM  | Jean-Pierre Jammes       |       | PS    |
| Souillac              | Monique Boutinaud          |       | LREM  | Violaine Delpech-Fraysse |       | DVG   |
| Souillac              | Gilles Liébus              |       | LREM  | Régis Villepontoux       |       | PS    |

## Résultats par canton
Les binômes sont présentés par ordre décroissant des résultats au premier tour. En cas de victoire au second tour du binôme arrivé en deuxième place au premier, ses résultats sont indiqués en gras.

### Canton de Cahors-1
| Candidats                | Candidats                | Partis                   | Nuance                   | Premier tour | Premier tour | Second tour | Second tour |
| Candidats                | Candidats                | Partis                   | Nuance                   | Voix         | %            | Voix        | %           |
| ------------------------ | ------------------------ | ------------------------ | ------------------------ | ------------ | ------------ | ----------- | ----------- |
|                          | Martine Hilt             | DVD                      | DIV                      | 1 455        | 51,16        | 1 728       | 55,00       |
|                          | Denis Marre              | DVD                      | DIV                      | 1 455        | 51,16        | 1 728       | 55,00       |
|                          | Aurore Del Vitto         | EÉLV                     | UGE                      | 951          | 33,44        | 1 414       | 45,00       |
|                          | Abel Rachi               | PS                       | UGE                      | 951          | 33,44        | 1 414       | 45,00       |
|                          | Céline Gabet             | LFI                      | FI                       | 264          | 9,28         |             |             |
|                          | Merzouk Sider            | LFI                      | FI                       | 264          | 9,28         |             |             |
|                          | Stéphan Anelli           | PCF                      | COM                      | 174          | 6,12         |             |             |
|                          | Christine Pezant         | PCF                      | COM                      | 174          | 6,12         |             |             |
|                          |                          |                          |                          |              |              |             |             |
| Suffrages exprimés       | Suffrages exprimés       | Suffrages exprimés       | Suffrages exprimés       | 2 844        | 91,95        | 3 142       | 92,33       |
| Votes blancs             | Votes blancs             | Votes blancs             | Votes blancs             | 168          | 5,43         | 174         | 5,11        |
| Votes nuls               | Votes nuls               | Votes nuls               | Votes nuls               | 81           | 2,62         | 87          | 2,56        |
| Total                    | Total                    | Total                    | Total                    | 3 093        | 100          | 3 403       | 100         |
| Abstention               | Abstention               | Abstention               | Abstention               | 5 096        | 62,23        | 4 785       | 58,44       |
| Inscrits / participation | Inscrits / participation | Inscrits / participation | Inscrits / participation | 8 189        | 37,77        | 8 188       | 41,56       |

### Canton de Cahors-2
| Candidats                | Candidats                | Partis                   | Nuance                   | Premier tour | Premier tour | Second tour | Second tour |
| Candidats                | Candidats                | Partis                   | Nuance                   | Voix         | %            | Voix        | %           |
| ------------------------ | ------------------------ | ------------------------ | ------------------------ | ------------ | ------------ | ----------- | ----------- |
|                          | Véronique Arnaudet       | DVG                      | UGE                      | 746          | 34,68        | 1 277       | 57,37       |
|                          | Francesco Testa          | EÉLV                     | UGE                      | 746          | 34,68        | 1 277       | 57,37       |
|                          | Laurence Dirat           | DVD                      | UD                       | 601          | 27,94        | 949         | 42,63       |
|                          | Jean-Luc Maffre          | LR                       | UD                       | 601          | 27,94        | 949         | 42,63       |
|                          | Cathy Boudet             | LREM                     | UD                       | 348          | 16,18        |             |             |
|                          | Michel Grinfeder         | LREM                     | UD                       | 348          | 16,18        |             |             |
|                          | François Duchesne        | DVG                      | UGE                      | 276          | 12,83        |             |             |
|                          | Lise Haudry              | LFI                      | UGE                      | 276          | 12,83        |             |             |
|                          | Sandrine Lagarde         | PCF                      | COM                      | 180          | 8,37         |             |             |
|                          | Andréa Queraud           | PCF                      | COM                      | 180          | 8,37         |             |             |
|                          |                          |                          |                          |              |              |             |             |
| Suffrages exprimés       | Suffrages exprimés       | Suffrages exprimés       | Suffrages exprimés       | 2 151        | 91,34        | 2 226       | 88,61       |
| Votes blancs             | Votes blancs             | Votes blancs             | Votes blancs             | 118          | 5,01         | 164         | 6,53        |
| Votes nuls               | Votes nuls               | Votes nuls               | Votes nuls               | 86           | 3,65         | 122         | 4,86        |
| Total                    | Total                    | Total                    | Total                    | 2 355        | 100          | 2 512       | 100         |
| Abstention               | Abstention               | Abstention               | Abstention               | 3 902        | 62,36        | 3 741       | 59,83       |
| Inscrits / participation | Inscrits / participation | Inscrits / participation | Inscrits / participation | 6 257        | 37,64        | 6 253       | 40,17       |

### Canton de Cahors-3
| Candidats                | Candidats                | Partis                   | Nuance                   | Premier tour | Premier tour | Second tour | Second tour |
| Candidats                | Candidats                | Partis                   | Nuance                   | Voix         | %            | Voix        | %           |
| ------------------------ | ------------------------ | ------------------------ | ------------------------ | ------------ | ------------ | ----------- | ----------- |
|                          | Vincent Bouillaguet      | PS                       | UG                       | 1 952        | 74,28        | 2 213       | 80,71       |
|                          | Nelly Ginestet           | PS                       | UG                       | 1 952        | 74,28        | 2 213       | 80,71       |
|                          | Nathalie Mathubert       | LFI                      | FI                       | 383          | 14,57        | 529         | 19,29       |
|                          | Pascal Velasco           | LFI                      | FI                       | 383          | 14,57        | 529         | 19,29       |
|                          | Liliane Bernini          | PCF                      | COM                      | 293          | 11,15        |             |             |
|                          | Philippe Miquel          | PCF                      | COM                      | 293          | 11,15        |             |             |
|                          |                          |                          |                          |              |              |             |             |
| Suffrages exprimés       | Suffrages exprimés       | Suffrages exprimés       | Suffrages exprimés       | 2 628        | 83,11        | 2 742       | 82,47       |
| Votes blancs             | Votes blancs             | Votes blancs             | Votes blancs             | 369          | 11,67        | 383         | 11,52       |
| Votes nuls               | Votes nuls               | Votes nuls               | Votes nuls               | 165          | 5,22         | 200         | 6,02        |
| Total                    | Total                    | Total                    | Total                    | 3 162        | 100          | 3 325       | 100         |
| Abstention               | Abstention               | Abstention               | Abstention               | 5 536        | 63,65        | 5 376       | 61,79       |
| Inscrits / participation | Inscrits / participation | Inscrits / participation | Inscrits / participation | 8 698        | 36,35        | 8 701       | 38,21       |

### Canton de Causse et Bouriane
| Candidats                | Candidats                | Partis                   | Nuance                   | Premier tour | Premier tour | Second tour | Second tour |
| Candidats                | Candidats                | Partis                   | Nuance                   | Voix         | %            | Voix        | %           |
| ------------------------ | ------------------------ | ------------------------ | ------------------------ | ------------ | ------------ | ----------- | ----------- |
|                          | Serge Rigal              | DVG                      | DVG                      | 1 922        | 51,95        | 2 107       | 52,66       |
|                          | Amélie Vacossin          | DVG                      | DVG                      | 1 922        | 51,95        | 2 107       | 52,66       |
|                          | Romuald Molinié          | DVD                      | UD                       | 1 778        | 48,05        | 1 894       | 47,34       |
|                          | Hélène Soliveres         | DVD                      | UD                       | 1 778        | 48,05        | 1 894       | 47,34       |
|                          |                          |                          |                          |              |              |             |             |
| Suffrages exprimés       | Suffrages exprimés       | Suffrages exprimés       | Suffrages exprimés       | 3 700        | 93,77        | 4 001       | 95,19       |
| Votes blancs             | Votes blancs             | Votes blancs             | Votes blancs             | 137          | 3,47         | 96          | 2,28        |
| Votes nuls               | Votes nuls               | Votes nuls               | Votes nuls               | 109          | 2,76         | 106         | 2,52        |
| Total                    | Total                    | Total                    | Total                    | 3 946        | 100          | 4 203       | 100         |
| Abstention               | Abstention               | Abstention               | Abstention               | 3 974        | 50,18        | 3 715       | 46,92       |
| Inscrits / participation | Inscrits / participation | Inscrits / participation | Inscrits / participation | 7 920        | 49,82        | 7 918       | 53,08       |

### Canton de Causse et Vallées
| Candidats                | Candidats                | Partis                   | Nuance                   | Premier tour | Premier tour |
| Candidats                | Candidats                | Partis                   | Nuance                   | Voix         | %            |
| ------------------------ | ------------------------ | ------------------------ | ------------------------ | ------------ | ------------ |
|                          | Frédéric Decremps        | LREM                     | DVG                      | 2 187        | 53,81        |
|                          | Françoise Lapergue       | LREM                     | DVG                      | 2 187        | 53,81        |
|                          | Alain Marty              | PS                       | UG                       | 1 877        | 46,19        |
|                          | Nathalie Masbou          | DVG                      | UG                       | 1 877        | 46,19        |
|                          |                          |                          |                          |              |              |
| Suffrages exprimés       | Suffrages exprimés       | Suffrages exprimés       | Suffrages exprimés       | 4 064        | 89,48        |
| Votes blancs             | Votes blancs             | Votes blancs             | Votes blancs             | 268          | 5,90         |
| Votes nuls               | Votes nuls               | Votes nuls               | Votes nuls               | 210          | 4,62         |
| Total                    | Total                    | Total                    | Total                    | 4 542        | 100          |
| Abstention               | Abstention               | Abstention               | Abstention               | 3 751        | 45,23        |
| Inscrits / participation | Inscrits / participation | Inscrits / participation | Inscrits / participation | 8 293        | 54,77        |

### Canton de Cère et Ségala
| Candidats                | Candidats                | Partis                   | Nuance                   | Premier tour | Premier tour |
| Candidats                | Candidats                | Partis                   | Nuance                   | Voix         | %            |
| ------------------------ | ------------------------ | ------------------------ | ------------------------ | ------------ | ------------ |
|                          | Claire Delande           | PS                       | SOC                      | 2 068        | 79,97        |
|                          | Christophe Proença       | PS                       | SOC                      | 2 068        | 79,97        |
|                          | Annie Constant           | PCF                      | COM                      | 520          | 20,09        |
|                          | Serge Laybos             | PCF                      | COM                      | 520          | 20,09        |
|                          |                          |                          |                          |              |              |
| Suffrages exprimés       | Suffrages exprimés       | Suffrages exprimés       | Suffrages exprimés       | 2 588        | 32,68        |
| Votes blancs             | Votes blancs             | Votes blancs             | Votes blancs             | 274          | 3,46         |
| Votes nuls               | Votes nuls               | Votes nuls               | Votes nuls               | 194          | 2,45         |
| Total                    | Total                    | Total                    | Total                    | 3 056        | 100          |
| Abstention               | Abstention               | Abstention               | Abstention               | 4 863        | 61,41        |
| Inscrits / participation | Inscrits / participation | Inscrits / participation | Inscrits / participation | 7 919        | 38,59        |

### Canton de Figeac-1
| Candidats                | Candidats                | Partis                   | Nuance                   | Premier tour | Premier tour | Second tour | Second tour |
| Candidats                | Candidats                | Partis                   | Nuance                   | Voix         | %            | Voix        | %           |
| ------------------------ | ------------------------ | ------------------------ | ------------------------ | ------------ | ------------ | ----------- | ----------- |
|                          | Marie-France Colomb      | PS                       | SOC                      | 1 606        | 55,84        | 1 970       | 67,88       |
|                          | André Mellinger          | PS                       | SOC                      | 1 606        | 55,84        | 1 970       | 67,88       |
|                          | Christine Delestre       | DVD                      | UC                       | 812          | 28,23        | 932         | 32,12       |
|                          | Philippe Landrein        | UDI                      | UC                       | 812          | 28,23        | 932         | 32,12       |
|                          | Chantal Grin             | PCF                      | COM                      | 458          | 15,92        |             |             |
|                          | Jacques Montal           | PCF                      | COM                      | 458          | 15,92        |             |             |
|                          |                          |                          |                          |              |              |             |             |
| Suffrages exprimés       | Suffrages exprimés       | Suffrages exprimés       | Suffrages exprimés       | 2 876        | 91,16        | 2 902       | 89,79       |
| Votes blancs             | Votes blancs             | Votes blancs             | Votes blancs             | 185          | 5,86         | 194         | 6,00        |
| Votes nuls               | Votes nuls               | Votes nuls               | Votes nuls               | 94           | 2,98         | 136         | 4,21        |
| Total                    | Total                    | Total                    | Total                    | 3 155        | 100          | 3 232       | 100         |
| Abstention               | Abstention               | Abstention               | Abstention               | 4 752        | 60,10        | 4 676       | 59,13       |
| Inscrits / participation | Inscrits / participation | Inscrits / participation | Inscrits / participation | 7 907        | 39,90        | 7 908       | 40,87       |

### Canton de Figeac-2
| Candidats                | Candidats                | Partis                   | Nuance                   | Premier tour | Premier tour | Second tour | Second tour |
| Candidats                | Candidats                | Partis                   | Nuance                   | Voix         | %            | Voix        | %           |
| ------------------------ | ------------------------ | ------------------------ | ------------------------ | ------------ | ------------ | ----------- | ----------- |
|                          | Guillaume Baldy          | PRG                      | UG                       | 1 361        | 49,54        | 1 831       | 68,02       |
|                          | Anne Laporterie          | PS                       | UG                       | 1 361        | 49,54        | 1 831       | 68,02       |
|                          | Jean-Paul Monthioux      | LR                       | DVD                      | 495          | 18,02        | 861         | 31,98       |
|                          | Sabine Viandier-Lazarus  | DVD                      | DVD                      | 495          | 18,02        | 861         | 31,98       |
|                          | Capucine Fiacre          | LREM                     | REM                      | 460          | 16,75        |             |             |
|                          | Emmanuel Pawliez         | LREM                     | REM                      | 460          | 16,75        |             |             |
|                          | Patricia Gontier         | LFI                      | DVG                      | 431          | 15,69        |             |             |
|                          | Vincent Salero           | LFI                      | DVG                      | 431          | 15,69        |             |             |
|                          |                          |                          |                          |              |              |             |             |
| Suffrages exprimés       | Suffrages exprimés       | Suffrages exprimés       | Suffrages exprimés       | 2 747        | 90,30        | 2 692       | 88,26       |
| Votes blancs             | Votes blancs             | Votes blancs             | Votes blancs             | 174          | 5,72         | 206         | 6,75        |
| Votes nuls               | Votes nuls               | Votes nuls               | Votes nuls               | 121          | 3,98         | 152         | 4,98        |
| Total                    | Total                    | Total                    | Total                    | 3 042        | 100          | 3 050       | 100         |
| Abstention               | Abstention               | Abstention               | Abstention               | 4 814        | 61,28        | 4 804       | 61,17       |
| Inscrits / participation | Inscrits / participation | Inscrits / participation | Inscrits / participation | 7 856        | 38,72        | 7 854       | 38,83       |

### Canton de Gourdon
| Candidats                | Candidats                | Partis                   | Nuance                   | Premier tour | Premier tour | Second tour | Second tour |
| Candidats                | Candidats                | Partis                   | Nuance                   | Voix         | %            | Voix        | %           |
| ------------------------ | ------------------------ | ------------------------ | ------------------------ | ------------ | ------------ | ----------- | ----------- |
|                          | Fréderic Gineste         | PS                       | DVG                      | 1 609        | 40,81        | 2 474       | 56,51       |
|                          | Edith Lagarde            | DVG                      | DVG                      | 1 609        | 40,81        | 2 474       | 56,51       |
|                          | Nathalie Denis           | LREM                     | RDG                      | 1 573        | 39,89        | 1 904       | 43,49       |
|                          | Claude Vigie             | PRG                      | RDG                      | 1 573        | 39,89        | 1 904       | 43,49       |
|                          | Isabelle Calderone       | RN                       | RN                       | 503          | 12,76        |             |             |
|                          | Jean Vincent             | RN                       | RN                       | 503          | 12,76        |             |             |
|                          | Jean-François Dalix      | PCF                      | COM                      | 258          | 6,54         |             |             |
|                          | Nicole Nayraguet         | PCF                      | COM                      | 258          | 6,54         |             |             |
|                          |                          |                          |                          |              |              |             |             |
| Suffrages exprimés       | Suffrages exprimés       | Suffrages exprimés       | Suffrages exprimés       | 3 943        | 94,13        | 4 378       | 92,83       |
| Votes blancs             | Votes blancs             | Votes blancs             | Votes blancs             | 117          | 2,79         | 172         | 3,65        |
| Votes nuls               | Votes nuls               | Votes nuls               | Votes nuls               | 129          | 3,08         | 166         | 3,65        |
| Total                    | Total                    | Total                    | Total                    | 4 189        | 100          | 4 716       | 100         |
| Abstention               | Abstention               | Abstention               | Abstention               | 5 263        | 55,68        | 4 736       | 50,11       |
| Inscrits / participation | Inscrits / participation | Inscrits / participation | Inscrits / participation | 9 452        | 44,32        | 9 452       | 49,89       |

### Canton de Gramat
| Candidats                | Candidats                | Partis                   | Nuance                   | Premier tour | Premier tour | Second tour | Second tour |
| Candidats                | Candidats                | Partis                   | Nuance                   | Voix         | %            | Voix        | %           |
| ------------------------ | ------------------------ | ------------------------ | ------------------------ | ------------ | ------------ | ----------- | ----------- |
|                          | Caroline Mey-Fau         | PS                       | SOC                      | 1 669        | 54,40        | 2 227       | 72,40       |
|                          | Freddy Terlizzi          | PS                       | SOC                      | 1 669        | 54,40        | 2 227       | 72,40       |
|                          | Huguette Tiegna          | LREM                     | UCG                      | 793          | 25,85        | 849         | 27,60       |
|                          | Michel Sylvestre         | LREM                     | UCG                      | 793          | 25,85        | 849         | 27,60       |
|                          | Nathalie Font            | RN                       | RN                       | 258          | 11,67        |             |             |
|                          | Jean Smets               | RN                       | RN                       | 258          | 11,67        |             |             |
|                          | Frédéric Briesmalien     | LFI                      | FI                       | 248          | 8,08         |             |             |
|                          | Claudine Roussilhe       | LFI                      | FI                       | 248          | 8,08         |             |             |
|                          |                          |                          |                          |              |              |             |             |
| Suffrages exprimés       | Suffrages exprimés       | Suffrages exprimés       | Suffrages exprimés       | 3 068        | 94,90        | 3 076       | 91,11       |
| Votes blancs             | Votes blancs             | Votes blancs             | Votes blancs             | 78           | 2,41         | 144         | 4,27        |
| Votes nuls               | Votes nuls               | Votes nuls               | Votes nuls               | 87           | 2,69         | 156         | 4,62        |
| Total                    | Total                    | Total                    | Total                    | 3 233        | 100          | 3 376       | 100         |
| Abstention               | Abstention               | Abstention               | Abstention               | 3 499        | 51,98        | 3 356       | 49,85       |
| Inscrits / participation | Inscrits / participation | Inscrits / participation | Inscrits / participation | 6 732        | 48,02        | 6 732       | 50,15       |

### Canton de Lacapelle-Marival
| Candidats                | Candidats                | Partis                   | Nuance                   | Premier tour | Premier tour |
| Candidats                | Candidats                | Partis                   | Nuance                   | Voix         | %            |
| ------------------------ | ------------------------ | ------------------------ | ------------------------ | ------------ | ------------ |
|                          | Pascal Lewicki           | DVG                      | DVG                      | 2 714        | 100          |
|                          | Catherine Prunet         | DVG                      | DVG                      | 2 714        | 100          |
|                          |                          |                          |                          |              |              |
| Suffrages exprimés       | Suffrages exprimés       | Suffrages exprimés       | Suffrages exprimés       | 2 714        | 80,15        |
| Votes blancs             | Votes blancs             | Votes blancs             | Votes blancs             | 430          | 12,70        |
| Votes nuls               | Votes nuls               | Votes nuls               | Votes nuls               | 242          | 7,15         |
| Total                    | Total                    | Total                    | Total                    | 3 386        | 100          |
| Abstention               | Abstention               | Abstention               | Abstention               | 3 815        | 52,98        |
| Inscrits / participation | Inscrits / participation | Inscrits / participation | Inscrits / participation | 7 201        | 47,02        |

### Canton de Luzech
| Candidats                | Candidats                | Partis                   | Nuance                   | Premier tour | Premier tour |
| Candidats                | Candidats                | Partis                   | Nuance                   | Voix         | %            |
| ------------------------ | ------------------------ | ------------------------ | ------------------------ | ------------ | ------------ |
|                          | Marc Gastal              | DVG                      | UG                       | 2 496        | 72,92        |
|                          | Maryse Maury             | MR                       | UG                       | 2 496        | 72,92        |
|                          | Murielle Abriac          | RN                       | RN                       | 535          | 15,63        |
|                          | Michel Aussel-Lagarde    | RN                       | RN                       | 535          | 15,63        |
|                          | Elisabet Ackermann       | PCF                      | COM                      | 392          | 11,45        |
|                          | Maurice Segouffin        | PCF                      | COM                      | 392          | 11,45        |
|                          |                          |                          |                          |              |              |
| Suffrages exprimés       | Suffrages exprimés       | Suffrages exprimés       | Suffrages exprimés       | 3 423        | 93,63        |
| Votes blancs             | Votes blancs             | Votes blancs             | Votes blancs             | 132          | 3,61         |
| Votes nuls               | Votes nuls               | Votes nuls               | Votes nuls               | 101          | 2,76         |
| Total                    | Total                    | Total                    | Total                    | 3 656        | 100          |
| Abstention               | Abstention               | Abstention               | Abstention               | 4 269        | 53,87        |
| Inscrits / participation | Inscrits / participation | Inscrits / participation | Inscrits / participation | 7 925        | 46,13        |

### Canton des Marches du Sud-Quercy
| Candidats                | Candidats                | Partis                   | Nuance                   | Premier tour | Premier tour | Second tour | Second tour |
| Candidats                | Candidats                | Partis                   | Nuance                   | Voix         | %            | Voix        | %           |
| ------------------------ | ------------------------ | ------------------------ | ------------------------ | ------------ | ------------ | ----------- | ----------- |
|                          | Dominique Marin          | DVG                      | UCG                      | 2 102        | 49,01        | 2 879       | 68,88       |
|                          | Catherine Marlas         | PS                       | UCG                      | 2 102        | 49,01        | 2 879       | 68,88       |
|                          | Isabelle Eymes           | GÉ                       | ECO                      | 937          | 21,85        | 1 301       | 31,12       |
|                          | Daniel Pasquier          | DVG                      | ECO                      | 937          | 21,85        | 1 301       | 31,12       |
|                          | Gérard Blanchet          | RN                       | RN                       | 759          | 17,70        |             |             |
|                          | Maéva Lombange           | RN                       | RN                       | 759          | 17,70        |             |             |
|                          | Natacha Pointard         | PCF                      | COM                      | 310          | 7,23         |             |             |
|                          | Jean-Christophe Vialaret | PCF                      | COM                      | 310          | 7,23         |             |             |
|                          | Maryse Adiba             | DVG                      | UGE                      | 181          | 4,22         |             |             |
|                          | Jean-Michel Vignot       | DVG                      | UGE                      | 181          | 4,22         |             |             |
|                          |                          |                          |                          |              |              |             |             |
| Suffrages exprimés       | Suffrages exprimés       | Suffrages exprimés       | Suffrages exprimés       | 4 289        | 91,41        | 4 180       | 85,78       |
| Votes blancs             | Votes blancs             | Votes blancs             | Votes blancs             | 258          | 5,50         | 426         | 8,74        |
| Votes nuls               | Votes nuls               | Votes nuls               | Votes nuls               | 145          | 3,09         | 267         | 5,48        |
| Total                    | Total                    | Total                    | Total                    | 4 692        | 100          | 4 873       | 100         |
| Abstention               | Abstention               | Abstention               | Abstention               | 5 136        | 52,26        | 4 962       | 50,45       |
| Inscrits / participation | Inscrits / participation | Inscrits / participation | Inscrits / participation | 9 828        | 47,74        | 9 835       | 49,55       |

### Canton de Martel
| Candidats                | Candidats                | Partis                   | Nuance                   | Premier tour | Premier tour |
| Candidats                | Candidats                | Partis                   | Nuance                   | Voix         | %            |
| ------------------------ | ------------------------ | ------------------------ | ------------------------ | ------------ | ------------ |
|                          | Raphaël Daubet           | MR                       | UCG                      | 2 839        | 100          |
|                          | Gaéligue Jos             | PS                       | UCG                      | 2 839        | 100          |
|                          |                          |                          |                          |              |              |
| Suffrages exprimés       | Suffrages exprimés       | Suffrages exprimés       | Suffrages exprimés       | 2 839        | 80,77        |
| Votes blancs             | Votes blancs             | Votes blancs             | Votes blancs             | 432          | 12,29        |
| Votes nuls               | Votes nuls               | Votes nuls               | Votes nuls               | 244          | 6,94         |
| Total                    | Total                    | Total                    | Total                    | 3 515        | 100          |
| Abstention               | Abstention               | Abstention               | Abstention               | 4 595        | 56,66        |
| Inscrits / participation | Inscrits / participation | Inscrits / participation | Inscrits / participation | 8 110        | 43,34        |

### Canton de Puy-l'Évêque
| Candidats                | Candidats                | Partis                   | Nuance                   | Premier tour | Premier tour | Second tour | Second tour |
| Candidats                | Candidats                | Partis                   | Nuance                   | Voix         | %            | Voix        | %           |
| ------------------------ | ------------------------ | ------------------------ | ------------------------ | ------------ | ------------ | ----------- | ----------- |
|                          | Serge Bladinières        | LREM                     | REM                      | 1 640        | 42,93        | 1 942       | 47,35       |
|                          | Fabienne Sigaud          | LREM                     | REM                      | 1 640        | 42,93        | 1 942       | 47,35       |
|                          | Rémi Branco              | DVG                      | SOC                      | 1 533        | 40,13        | 2 159       | 52,65       |
|                          | Véronique Chassain       | PS                       | SOC                      | 1 533        | 40,13        | 2 159       | 52,65       |
|                          | Alexandra Pons           | RN                       | RN                       | 647          | 16,94        |             |             |
|                          | Pierre Tartrais          | RN                       | RN                       | 647          | 16,94        |             |             |
|                          |                          |                          |                          |              |              |             |             |
| Suffrages exprimés       | Suffrages exprimés       | Suffrages exprimés       | Suffrages exprimés       | 3 820        | 93,42        | 4 101       | 92,32       |
| Votes blancs             | Votes blancs             | Votes blancs             | Votes blancs             | 156          | 3,82         | 197         | 4,43        |
| Votes nuls               | Votes nuls               | Votes nuls               | Votes nuls               | 113          | 2,76         | 144         | 3,24        |
| Total                    | Total                    | Total                    | Total                    | 4 089        | 100          | 4 442       | 100         |
| Abstention               | Abstention               | Abstention               | Abstention               | 4 946        | 54,74        | 4 594       | 50,84       |
| Inscrits / participation | Inscrits / participation | Inscrits / participation | Inscrits / participation | 9 035        | 45,26        | 9 036       | 49,16       |

### Canton de Saint-Céré
| Candidats                | Candidats                | Partis                   | Nuance                   | Premier tour | Premier tour |
| Candidats                | Candidats                | Partis                   | Nuance                   | Voix         | %            |
| ------------------------ | ------------------------ | ------------------------ | ------------------------ | ------------ | ------------ |
|                          | Dominique Bizat          | PS                       | SOC                      | 1 925        | 78,13        |
|                          | Jean-Pierre Jammes       | PS                       | SOC                      | 1 925        | 78,13        |
|                          | Anne Boismartel          | LFI                      | FI                       | 539          | 21,88        |
|                          | Julien Pêcheur           | LFI                      | FI                       | 539          | 21,88        |
|                          |                          |                          |                          |              |              |
| Suffrages exprimés       | Suffrages exprimés       | Suffrages exprimés       | Suffrages exprimés       | 2 464        | 78,47        |
| Votes blancs             | Votes blancs             | Votes blancs             | Votes blancs             | 380          | 12,10        |
| Votes nuls               | Votes nuls               | Votes nuls               | Votes nuls               | 296          | 9,43         |
| Total                    | Total                    | Total                    | Total                    | 3 140        | 100          |
| Abstention               | Abstention               | Abstention               | Abstention               | 4 210        | 57,28        |
| Inscrits / participation | Inscrits / participation | Inscrits / participation | Inscrits / participation | 7 350        | 42,72        |

### Canton de Souillac
| Candidats                | Candidats                | Partis                   | Nuance                   | Premier tour | Premier tour | Second tour | Second tour |
| Candidats                | Candidats                | Partis                   | Nuance                   | Voix         | %            | Voix        | %           |
| ------------------------ | ------------------------ | ------------------------ | ------------------------ | ------------ | ------------ | ----------- | ----------- |
|                          | Chantal Lacassagne       | LREM                     | UC                       | 1 446        | 42,18        | 1 908       | 49,71       |
|                          | Gilles Liébus            | LREM                     | UC                       | 1 446        | 42,18        | 1 908       | 49,71       |
|                          | Violaine Delpech-Fraysse | DVG                      | UG                       | 1 243        | 36,26        | 1 930       | 50,29       |
|                          | Régis Villepontoux       | PS                       | UG                       | 1 243        | 36,26        | 1 930       | 50,29       |
|                          | Krystèle Appourchaux     | EÉLV                     | UGE                      | 432          | 12,60        |             |             |
|                          | Germain Guitard          | G.s                      | UGE                      | 432          | 12,60        |             |             |
|                          | Sophie Felzines          | PCF                      | COM                      | 307          | 8,96         |             |             |
|                          | William Gout             | PCF                      | COM                      | 307          | 8,96         |             |             |
|                          |                          |                          |                          |              |              |             |             |
| Suffrages exprimés       | Suffrages exprimés       | Suffrages exprimés       | Suffrages exprimés       | 3 428        | 92,42        | 3 838       | 92,10       |
| Votes blancs             | Votes blancs             | Votes blancs             | Votes blancs             | 160          | 4,31         | 153         | 3,67        |
| Votes nuls               | Votes nuls               | Votes nuls               | Votes nuls               | 121          | 3,26         | 176         | 4,22        |
| Total                    | Total                    | Total                    | Total                    | 3 709        | 100          | 4 167       | 100         |
| Abstention               | Abstention               | Abstention               | Abstention               | 4 359        | 54,03        | 3 900       | 48,35       |
| Inscrits / participation | Inscrits / participation | Inscrits / participation | Inscrits / participation | 8 068        | 45,97        | 8 067       | 51,65       |